# Luchtwegmedicatie

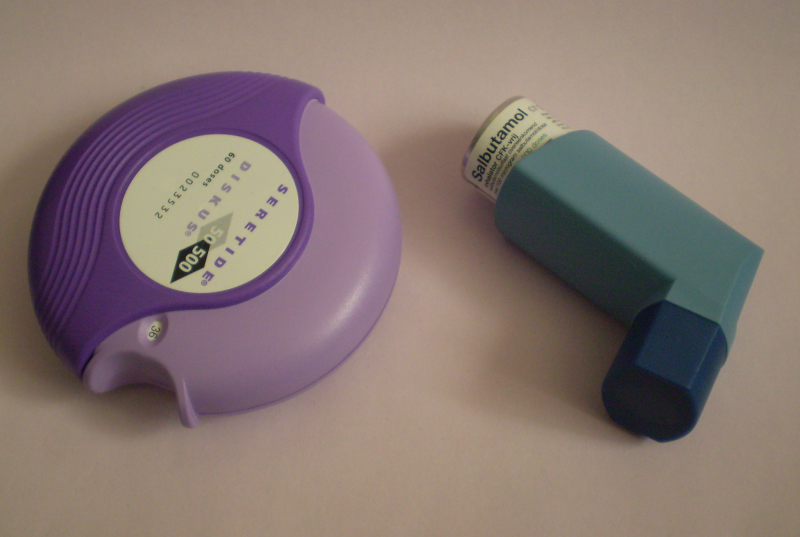
Voorbeeld van luchtwegmedicatie

Er zijn twee soorten luchtwegmedicatie die bij ziekten van de luchtwegen zoals astma en COPD worden voorgeschreven: 
- ontstekingsremmers
- luchtwegverwijders

De meeste van deze medicijnen worden toegediend door inhalatie, zodat het geneesmiddel direct op de plaats komt waar het zijn werk moet doen. Doordat het direct op de plaats van werking komt, kan een lagere dosering worden gebruikt. Hierdoor neemt de kans op bijwerkingen af. Verder heeft het geneesmiddel snel effect.
Dit artikel biedt geen overzicht van alle mogelijke luchtwegmedicaties, maar beschrijft de meest voorkomende.

## Ontstekingsremmers
De ontstekingsremmer is een geneesmiddel dat de chronische ontsteking bestrijdt die bij astma of COPD in de luchtwegen aanwezig is. Deze moet ervoor zorgen dat de ontsteking onder controle blijft. Deze medicijnen worden ook wel luchtwegbeschermers genoemd.
Enkele veel voorkomende ontstekingsremmers worden hieronder beschreven 

### Geïnhaleerdecorticosteroïden
Dit is verreweg de meest gebruikte ontstekingsremmer bij astma/COPD.
Bijvoorbeeld: Budesonide, Beclometason, QVAR, Fluticason, Ciclesonide.
Afhankelijk van het medicijn ontstaat het optimale effect na 2-4-6 weken of enkele maanden. 
Deze medicijnen zorgen voor het verminderen ontsteking en zwelling in de longen.
Mogelijke bijwerkingen zijn onder meer lichte keelirritatie, hoesten, heesheid. Het risico van ongewenste effecten van inhalatiecorticosteroïden is gering, en alleszins kleiner dan het bewezen positief effect.
Lokaal: orofaryngeale candidose (schimmelvorming in de mond) - oplossing hiervoor: mond goed spoelen met water
Systemisch:
bijnierschorsinsufficiëntie (met bijvoorbeeld hypoglykemie)
verminderde botdichtheid, groeivertraging (vnl. bij jonge kinderen en hoge doses). De uiteindelijke lengte op volwassen leeftijd wordt niet nadelig beïnvloed.

### Geïnhaleerde cromonen
Bijvoorbeeld: cromoglicinezuur en nedocromil
Deze medicijnen zijn bij astma minder effectief gebleken dan inhalatiecorticosteroiden en zijn daarom verwijderd uit het behandelplan voor astma bij volwassenen (in de standaard van het Nederlandse huisartsen genootschap). Deze medicijnen werden vooral gebruikt bij behandeling van luchtwegklachten veroorzaakt door allergieën en inspanning. Het kan 4-6 weken duren voor de maximale werking wordt waargenomen. 
Mogelijke bijwerkingen zijn onder meer een onprettige smaak, hoesten en licht piepende ademhaling. 

### Anti-leukotrieen
Bijvoorbeeld:  Montelukast.
Deze medicijnen bestrijden/voorkomen ontsteking door stoffen die daar een rol in spelen (leukotriënen genaamd) te blokkeren.
Uitzondering: tablet in plaats van inhalatie (deze wordt gegeven als luchtwegverwijder en beschermer onvoldoende helpen).
Mogelijke bijwerkingen zijn onder meer hoofdpijn en een maag die van streek is.

## Luchtwegverwijders
Een luchtwegverwijder is een geneesmiddel om te zorgen dat de luchtwegen worden verwijd en dat mensen hierdoor weer vrij of vrijer kunnen ademhalen. 
Er zijn meerdere soorten luchtwegverwijders, afhankelijk van de duur van de werking en/of de oorzaak van de ademhalingsproblemen.

### Beta-2-agonisten
Beta-2-agonisten ontspannen de spieren in de luchtwegen. Hierdoor wordt het ademen gemakkelijker. Deze zijn weer onder te verdelen in kort- en langwerkende.
- Kortwerkende beta-2-agonisten, bijvoorbeeld: salbutamol, fenoterol en terbutaline.

Deze worden gebruikt om acute of plotse klachten van kortademigheid te behandelen en om de klachten van inspanningsastma te voorkomen. Het medicijn werkt binnen 5 minuten, en de werking houdt ongeveer 4 tot 6 uur aan. 
Mogelijke bijwerkingen zijn onder meer, beven, hoofdpijn en versnelde hartslag (hartkloppingen).
- Langwerkende beta-2-agonisten, bijvoorbeeld: salmeterol, formoterol, indacaterol.

Deze openen de  luchtwegen en werken lang. Hoe snel dit medicijn werkt is afhankelijk van welke er gebruikt wordt: salmeterol duurt ong. 15 minuten voor het werkt, formoterol slechts 3 minuten. Mogelijke bijwerkingen zijn onder meer beven, hoofdpijn en versnelde hartslag.

### Anticholinergica
Anticholinergische medicijnen zijn bijvoorbeeld: ipratropium bromide, tiotropium.
Ze verwijden de luchtwegen door spieren te ontspannen. Dit helpt om aanvallen te voorkomen. 
Deze worden gebruikt als mensen niet goed reageren op beta-2 agonisten of bij behandeling van zware astma-aanval als aanvullende luchtwegverwijding nodig is. Deze verwijden de luchtwegen na ongeveer 15 minuten en werken 4 tot 6 uur  (een enkele werkt 24 uur).
Mogelijke bijwerkingen zijn onder meer een droge mond, hoesten en hoofdpijn.

## Combinatiemedicijnen
Ook bestaat er tegenwoordig medicatie waarbij de ontstekingsremmende en luchtwegverwijdende geneesmiddelen via 1 inhalatie worden toegediend. Combinatie medicijnen voorkomen de ontsteking en openen de luchtwegen, bijvoorbeeld budesonide/formoterol en fluticason/salmeterol.
Bijwerkingen zijn onder andere lichte keelirritatie, hoesten, heesheid, versnelde hartslag en beverigheid. 